# Soulfood Music Distribution
Soulfood Music Distribution jest niemiecką firmą zajmującą się dystrybucją, produkcją i sprzedażą produktów z branży muzycznej, założoną w Hamburgu przez Georga Schmitza i Jochena Richera w 2002 roku. Spółka jest odpowiedzialna za dystrybucję trzycyfrowej liczby (głównie europejskich) wytwórni płytowych. Nie ma ograniczeń dla stylów muzycznych. Firma działa również jako wytwórnia płytowa. Nazwa to Soulfood bez Music Distribution.

## wytwórnie płytowe
- AFM Records: i.a. Doro, Edguy, Ektomorf
- DRT Entertainment: i.a. 36 Crazyfists, American Head Charge, The Rasmus
- Listenable Records: i.a. Gojira, Immolation, Soilwork
- Massacre Records: i.a. Catamenia, Crematory, Manticora
- Pure Steel Records: i.a. Firewind, Rage, Steel Prophet
- Prophecy Productions: i.a. Empyrium, Noekk, Tenhi